# Landolf Ier de Bénévent
Pour les articles homonymes, voir Landolf.
Landolf Ier de Bénévent ou Landolf III de Capoue (né vers 875 mort le 4 octobre 943) surnommé pour une raison inconnue Antipatru c'est-à-dire Antipater est le 2e prince de Capoue-Bénévent  de 910 à 943.

## Origine
Landolf Ier est le fils aîné d'Aténolf Ier et d'une fille anonyme de Serge II de Naples. Son père avait uni en 900 le comté de Capoue et la principauté de Bénévent en une entité unique la principauté de Capoue-Bénévent.

## Règne
Landolf Ier est associé au pouvoir par son père dès avril 900. Il lui succède en avril 910 et s'adjoint comme corégent son frère cadet Aténolf II de Capoue. Dès l'année suivante il passe un traité avec Grégoire IV de Naples et réussit à le détacher très provisoirement de l'alliance avec les Sarrazins.
Landolf Ier participe ensuite à la grande coalition composée de Capoue, Bénévent et Salerne mais aussi des forces de l'Italie centrale commandées par Albéric Ier de Spolète et le Pape Jean X, appuyée par le Stratège byzantin, Nicolas Picinglios (911-915) qui réussit à vaincre en août 915, les musulmans implantés dans les monts le long de la rivière Garigliano. Il reçoit les titres impériaux byzantins d'Anthypatos et de Patrikios entre 914/916.
Landolf Ier profite néanmoins de la révolte de l'Apulie contre les grecs pour l'envahir avec son frère et corégent en 921, ils prennent la forteresse d'Ascoli et tuent  Orsoleos (915-921) le nouveau Stratège de Longobardie. Entre 922 et 925 la Campanie doit faire face aux attaques des Hongrois des Sarrazins et des pirates slaves de la Neretva de l'Adriatique. En 925 en signe de rupture  avec Byzance, il ne reprend plus dans ces actes ses titres impériaux. En 929-934 cette fois allié avec son neveu Guaimar II de Salerne, ils envahissent de nouveau l'Apulie. En 935 le patrice Cosmas intervient en Italie avec une flotte de 11 vaisseaux appuyés par 7 barques de Russes, il ne parvient pas a étouffer la révolte et les byzantins doivent avoir recours à l'alliance avec le roi Hugues d'Arles pour pacifier les princes lombards. La paix reste précaire car en 936 Aténolf II vient encore attaquer Siponto; cette même année la Campanie est de nouveau atteinte par un raid des Hongrois.
Landolf Ier signe conjointement avec son frère Aténolf II et son fils Aténolf III en mars 933/939 un traité d'aide mutuelle avec Jean III de Naples (928-976) « consul et dux » contre les attaques des Sarrazins. Landolf Ier associe au trône son fils aîné Aténolf III le 12 janvier 936 puis après la mort de son frère Aténolf II de Capoue, le 10 décembre 940, son fils cadet Landolf II de Bénévent en janvier 943. Le « Chonicon Monasterii Beneventani »  relève en 941 la mort de son frère « Atenolphus frater Domni Landulfi » et en 943 son propre décès.

## Union et postérité
Landolf Ier contracte une union vers 897/898 avec Gemma fille de l'évêque-comte Athanase II de Naples alors allié de son père, dont :
- Aténolf III de Capoue-Bénévent, dit de Carinola († 943 ?) ;
- Landolf II († 961).

## Sources
- Jules Gay L'Italie méridionale et l'Empire byzantin depuis l'avènement de Basile Ier jusqu'à la prise de Bari par les Normands (867-1071) Albert Fontemoing éditeur, Paris 1904 p. 636.
- « Comtes et princes de Capoue » dans L'art de vérifier les dates….
- (en) Landolf III (912-943) sur le site Medieval Lands.